# Nova Rudnea, Ripkî
Nova Rudnea (în ucraineană Нова Рудня) este un sat în comuna Nedanciîci din raionul Ripkî, regiunea Cernihiv, Ucraina.

## Demografie
Componența lingvistică a localității Nova Rudnea
     Ucraineană (82,61%)
     Rusă (15,22%)
     Belarusă (2,17%)
Conform recensământului din 2001, majoritatea populației localității Nova Rudnea era vorbitoare de ucraineană (82,61%), existând în minoritate și vorbitori de rusă (15,22%) și belarusă (2,17%).